# Иоанн Иосиф Креста
Святой Иоанн Иосиф Креста (итал. Giovan Giuseppe della Croce, 15 августа 1654, Искья, Кампания — 5 марта 1734, Неаполь) — итальянский священник-францисканец с острова Искья. Имел репутацию аскета и чудотворца.
Карло Гаэтано Калосинто (итал. Carlo Gaetano Calosirto) родился 15 августа 1654 года на острове Искья. Ещё не достигнув шестнадцатилетнего возраста вступил в орден францисканцев в Неаполе и принял имя Иоанн Иосиф Креста. Был первым итальянцем, последовавшим за реформаторским движением Петра Алькантарского. В 1674 году был послан основать монастырь ордена в Афиле в Пьемонте, самолично помогал в строительстве. Рукоположен в сан священника во многом против воли, и как настоятель не гнушался самой непритязательной работой.
В 1702 году итальянские монастыри больше не зависели от испанских обителей, а были выделены в отдельную провинцию. В результате этого Иоанн Иосиф Креста был назначен викарием провинции Алькантаринской реформы на итальянском полуострове. Велел не отпускать ни одного нищего от монастырских врат без какой-либо помощи. Путешествовал под личиной мирянина, поскольку не хотел особого к себе отношения.
Исцелял людей, но при этом следил, чтобы больные также принимали какое-нибудь лекарство, приписывая чудесное излечение травам и медикаментам. Объяснял собственные пророчества умению выстраивать аналогии и житейскому опыту.
Скончался 5 марта 1739 года. Беатифицирован 24 мая 1789 года папой Пием VI, канонизирован 26 мая 1839 года папой Григорием XVI.